# 81 (getal)
81 (eenentachtig) is het natuurlijke getal volgend op 80 en voorafgaand aan 82.

## In de wiskunde
- Eenentachtig is een Harshadgetal.
- 81 is het enige getal, waarbij zijn wortel (=9) gelijk is aan de som van zijn twee of meer cijfers (8+1 = 9)
- 81 is te schrijven als een macht van een priemgetal, namelijk 34; het is dus mogelijk om een eindig lichaam te construeren dat 81 elementen bevat.
- Een zevenhoeksgetal.

## Overig
81 is ook:
- Het jaar A.D. 81 en 1981.
- Het atoomnummer van het scheikundig element Thallium (Tl).
- Het aantal provincies van Turkije.
- Het landnummer voor internationale telefoongesprekken naar Japan.

De letters 8 en 1 uit het alfabet, respectievelijk H en A, zijn de initialen van de Hells Angels.